# Louise-Éléonore de Hohenlohe-Langenbourg
 (mai 2010).
Si vous disposez d'ouvrages ou d'articles de référence ou si vous connaissez des sites web de qualité traitant du thème abordé ici, merci de compléter l'article en donnant les références utiles à sa vérifiabilité et en les liant à la section « Notes et références ».
Louise-Éléonore de Hohenlohe-Langenbourg, née le 11 août 1763 au château de Langenbourg (Langenbourg) et morte le 30 avril 1837 à Meiningen (Saxe), est une princesse allemande, issue de la branche protestante des Hohenlohe, et régente du duché de Saxe-Meiningen.

## Biographie
Louise-Éléonore est la fille aînée du prince Christian-Albert de Hohenlohe-Langenbourg et de la princesse, née Caroline de Stolberg-Gedern. Elle épouse à Langenbourg, le 27 novembre 1782, le duc Georges Ier de Saxe-Meiningen.
Lorsque son époux meurt en 1803, la veille de Noël, elle devient régente du duché de Saxe-Meiningen au nom de son fils, Bernard-Éric. Le duché est pris dans la tourmente des guerres napoléoniennes et doit entrer en 1806 dans la confédération du Rhin, tandis que des troupes de la Grande Armée sont stationnées à Meiningen et que des soldats du duché sont réquisitionnés. La duchesse reste dans son château avec ses enfants. À la fin de la guerre, une disette sévère s'abat sur le duché. La duchesse s'efforce d'y remédier en important massivement du blé. Elle veille ensuite à une bonne administration de ses territoires et fait ouvrir en 1821 un lycée dont le projet avait été nourri par son mari, le Gymnasium Bernhardinum, pour former l'élite du pays. Ses propres enfants reçoivent une éducation soignée. Ils font leur Grand Tour d'Italie sous la surveillance du philosophe et pédagogue suisse Pestalozzi.
Lorsque ses enfants atteignent l'âge adulte, la duchesse de Saxe-Meinigen, accomplit plusieurs voyages, dont un en Angleterre pour rendre visite à sa fille dont elle est très proche, Adélaïde, épouse du futur roi Guillaume IV. Une taxe spéciale avait dû être levée dans le duché pour payer la dot de la future princesse de Hanovre.

## Descendance
- Adélaïde (1792-1849), épouse de Guillaume, prince de Grande-Bretagne, futur roi d'Angleterre sous le nom de Guillaume IV.
- Ida (1794-1852), épouse du prince Bernard de Saxe-Weimar-Eisenach
- Bernard II de Saxe-Meiningen (1800-1882), époux de la princesse Marie-Frédérique de Hesse-Cassel (1804-1888)